# Lucy Dinnen
Pas d'image ? Cliquez ici

a Compétitions nationales et continentales officielles uniquement.

b Matchs officiels uniquement.
Dernière mise à jour le 16 avril 2025.
Lucy Dinnen, née Lucy Lockhart le 9 février 1993, est une joueuse internationale australienne de rugby à XV évoluant au poste de Troisième ligne. Elle est licenciée au Wanneroo RUC et joue avec la Western Force en Super Rugby Women's.

## Biographie
Lucy Dinnen naît le 9 février 1993. Dès l'âge de 21 ans, elle est convoquée en stage avec les Wallaroos pour préparer la Coupe du monde 2014. Pourtant, il lui faut dix ans pour qu'elle porte le maillot or de l'Australie. En effet, caporal dans l'armée australienne, ses déploiements militaires la rendent peu disponible à une époque où les tests internationaux sont rares chez les féminines. Elle est également enseignante en sciences, et part en missions pédagogiques en Afrique, ce qui lui vaut notamment d'attraper la malaria en 2020.
Revenue à son meilleur niveau en 2021, elle est élue joueuse de l'année en Super Rugby Women's. Elle est naturellement convoquée pour préparer la Coupe du monde 2021, mais la compétition est repoussée à cause de la pandémie de Covid-19. Et dans le laps de temps, elle tombe enceinte.
Début 2022, elle donne naissance à sa fille Zoe. Elle n'a que cinq mois pour préparer la Coupe du monde. Elle essaie mais son corps ne tient pas le choc de cette reprise intensive. Elle doit renoncer.
En 2023, une blessure à la cheville lui fait rater le Super Rugby Women's. Elle cherche dans toute l'Australie une équipe qui lui permette de concilier rugby et maternité. C'est la Western Force qui se propose : elle déménage à Perth avec son époux et sa fille de deux ans. Elle y retrouve le plaisir de jouer qu'elle avait perdu sans le savoir.
Elle n'a, à la fin de l'été 2024, aucune sélection en équipe d'Australie quand elle est retenue pour le WXV 2 en Afrique du Sud. Le 28 septembre 2024, elle honore sa première cape contre le pays de Galles pendant le WXV. Elle avoue avoir fondu en larmes à la remise officielle de sa cape.

## Palmarès

### En équipe nationale
- Vainqueur du WXV 2 en 2024.

### Distinctions personnelles
- Élue Joueuse de l'année du Super Rugby Women's en 2021.